# Байшу-Парнаиба-Мараньенси (микрорегион)

Байшу-Парнаиба-Мараньенси на карте.

Байшу-Парнаиба-Мараньенси (порт. Microrregião do Baixo Parnaíba Maranhense) — микрорегион в Бразилии, входит в штат Мараньян. Составная часть мезорегиона Восток штата Мараньян. Население составляет 139 001 человек (на 2010 год). Площадь — 6032,857 км². Плотность населения — 23,04 чел./км².

## Демография
Согласно сведениям, собранным в ходе переписи 2010 г. Национальным институтом географии и статистики (IBGE), население микрорегиона составляет:
| Полное население                             | Полное население                             | Полное население                             | Полное население                             | 139 001 |
| -------------------------------------------- | -------------------------------------------- | -------------------------------------------- | -------------------------------------------- | ------- |
| в том числе:                                 | Городское население                          | 51 924                                       | Процент городского населения, %              | 37,36   |
|                                              | Сельское население                           | 87 077                                       | Процент сельского населения, %               | 62,64   |
|                                              | Мужское население                            | 71 124                                       | Процент мужского населения, %                | 51,17   |
|                                              | Женское население                            | 67 877                                       | Процент женского населения, %                | 48,83   |
| Плотность населения, чел/км²                 | Плотность населения, чел/км²                 | Плотность населения, чел/км²                 | Плотность населения, чел/км²                 | 23,04   |
| Население микрорегиона в % к населению штата | Население микрорегиона в % к населению штата | Население микрорегиона в % к населению штата | Население микрорегиона в % к населению штата | 2,11    |

## Статистика
- Валовой внутренний продукт на 2003 год составляет 124 506 249,00 реалов (данные: Бразильский институт географии и статистики).
- Валовой внутренний продукт на душу населения на 2003 год составляет 1011,92 реалов (данные: Бразильский институт географии и статистики).
- Индекс развития человеческого потенциала на 2000 год составляет 0,526 (данные: Программа развития ООН).

## Состав микрорегиона
В составе микрорегиона включены следующие муниципалитеты:
1. Арайозис
2. Магальяйнс-ди-Алмейда
3. Санта-Китерия-ду-Мараньян
4. Сантана-ду-Мараньян
5. Сан-Бернарду
6. Агуа-Доси-ду-Мараньян